# Сапрыгин, Борис Дмитриевич

Диплом «Молодому передовику производства», подписанный Сапрыгиным

Борис Дмитриевич Сапрыгин (25 октября 1913, Ораниенбаум, Санкт-Петербургская губерния — 1993, Каменск-Шахтинский, Ростовская область) — советский деятель промышленности и образования, лауреат Государственной премии СССР.

## Биография
Родился 25 октября 1913 года в Ораниенбауме Санкт-Петербургской губернии.
В 1937 году с отличием окончил кафедру технологии порохов и взрывчатых веществ в Казанском химико-технологическом институте.
В Каменск-Шахтинский приехал в 1949 году. Работал сначала главным инженером, а затем директором химкомбината «Россия».
Был директором каменского химико-механического техникума в 1973—1984 годах. В техникуме работал до своей смерти в 1993 году.
Был членом КПСС и делегатом XXII съезда КПСС.
Умер в 1993 году, похоронен в Каменске-Шахтинском.
Жена — Чернова Валентина Андреевна (1935—2017) — врач-терапевт, «Отличник здравоохранения России».

## Награды
- Лауреат Государственной премии СССР (1967).
- Награждён орденами Ленина, Трудового Красного Знамени (дважды) и Знак Почёта, а также медалями.

## Память
- В Каменском музее имеются материалы, посвященные Б. Д. Сапрыгину[3].
- Одна из улиц города названа его именем[4].